# Пражниця
Пражниця (хорв. Pražnica) — населений пункт у Хорватії, у Сплітсько-Далматинській жупанії у складі громади Пучища.

## Населення
Населення за даними перепису 2011 року становило 371 осіб.
Динаміка чисельності населення поселення:

## Клімат
Середня річна температура становить 13,36 °C, середня максимальна – 25,95 °C, а середня мінімальна – 1,13 °C. Середня річна кількість опадів – 809 мм.
| Клімат поселення                              | Клімат поселення | Клімат поселення | Клімат поселення | Клімат поселення | Клімат поселення | Клімат поселення | Клімат поселення | Клімат поселення | Клімат поселення | Клімат поселення | Клімат поселення | Клімат поселення | Клімат поселення |
| Показник                                      | Січ.             | Лют.             | Бер.             | Квіт.            | Трав.            | Черв.            | Лип.             | Серп.            | Вер.             | Жовт.            | Лист.            | Груд.            |                  |
| Середній максимум, °C                         | 9,26             | 8,96             | 11,52            | 15,16            | 20,26            | 24,23            | 25,95            | 25,87            | 21,02            | 16,68            | 11,92            | 9,35             |                  |
| Середня температура, °C                       | 5,34             | 5,04             | 7,58             | 11,22            | 16,36            | 20,31            | 23,24            | 23,14            | 18,30            | 13,96            | 9,20             | 6,62             |                  |
| Середній мінімум, °C                          | 1,41             | 1,13             | 3,68             | 7,30             | 12,42            | 16,38            | 20,51            | 20,41            | 15,57            | 11,24            | 6,48             | 3,89             |                  |
| Норма опадів, мм                              | 74               | 63               | 69               | 67               | 53               | 49               | 31               | 47               | 68               | 91               | 106              | 91               |                  |
| Середньомісячна швидкість вітру, м/с          | 3.63             | 3.92             | 3.88             | 3.57             | 3.13             | 2.82             | 2.82             | 2.70             | 3.09             | 3.32             | 4.05             | 4.12             |                  |
| Середньомісячна сонячна радіація, кДж/м²·день | 5691             | 8412             | 12013            | 16404            | 20286            | 22932            | 24565            | 21770            | 16213            | 10585            | 6091             | 4792             |                  |
| --------------------------------------------- | ---------------- | ---------------- | ---------------- | ---------------- | ---------------- | ---------------- | ---------------- | ---------------- | ---------------- | ---------------- | ---------------- | ---------------- | ---------------- |
| Джерело:                                      |                  |                  |                  |                  |                  |                  |                  |                  |                  |                  |                  |                  |                  |